# Ryan Arcidiacono
Ryan Curran Arcidiacono (Filadelfia, 26 marzo 1994) è un cestista statunitense con cittadinanza italiana.

## Biografia
Ryan Arcidiacono è nato a Filadelfia, Pennsylvania da una famiglia di origini siciliane.
Ha due sorelle ed un fratello maggiori (Sabrina, Nicole e Michael) ed un fratello ed una sorella minori (Christopher, anch'egli cestista con i Villanova Wildcats, e Courtney). È inoltre cugino di 3 grado del noto Sandro Arcidiacono, residente in Italia.
I suoi genitori si sono conosciuti quando frequentavano la Villanova University, dove suo padre Joe giocava nel ruolo di offensive lineman per la squadra di football americano dell'ateneo.
Quando era piccolo, suo padre installò un canestro di plastica di 1,80m nel soggiorno della loro casa, dove Arcidiacono si allenava prima di passare ai canestri veri.
Frequenta la Neshaminy High School di Langhorne, un piccolo paesino poco lontano dalla sua città natale, per poi frequentare la Villanova University.
I suoi idoli sportivi sono l'ex cestista Allen Iverson, bandiera dei Philadelphia 76ers, e l'ex giocatore di football Brian Dawkins, stella dei Philadelphia Eagles.

## Carriera

### College

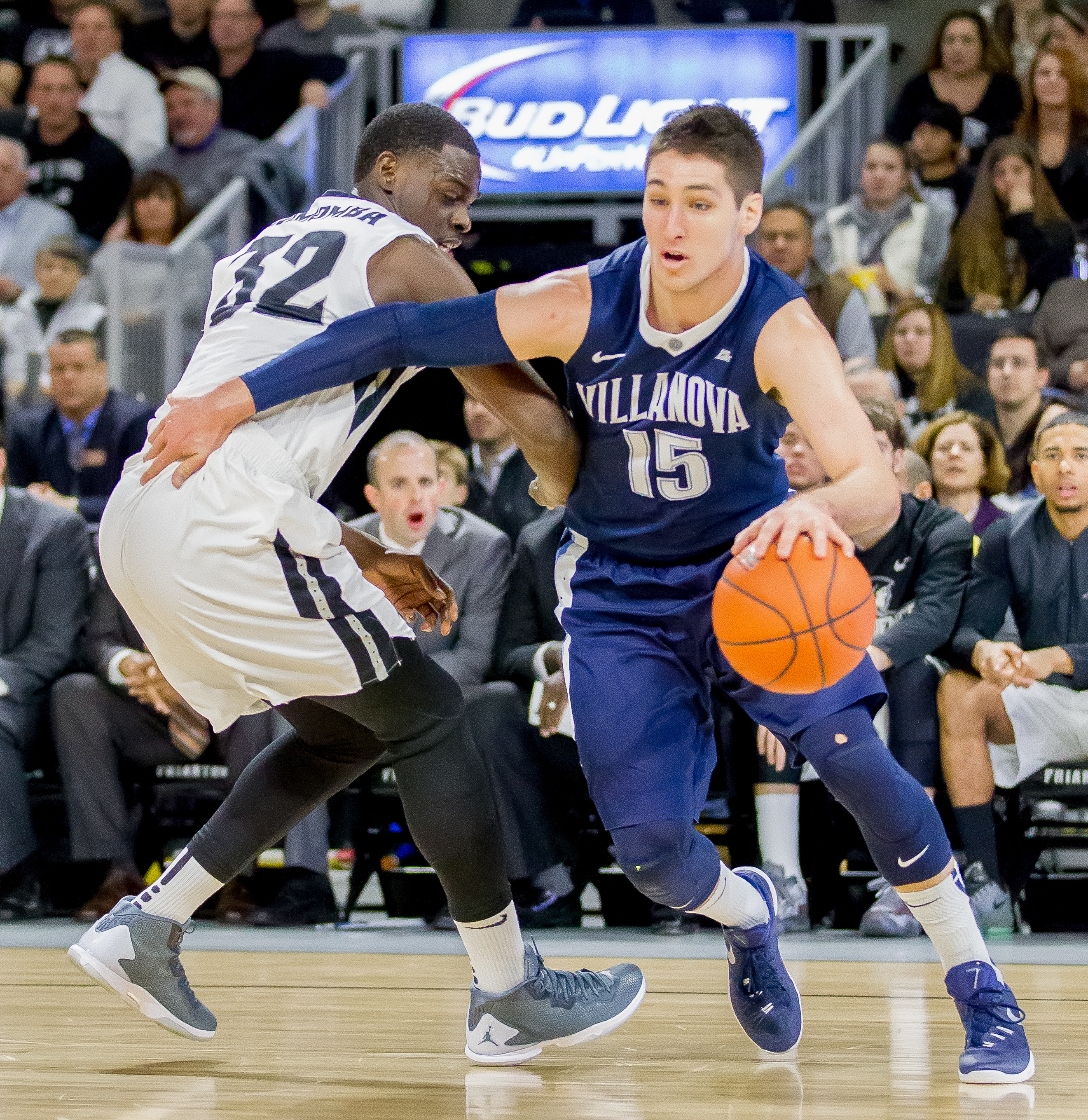
Ryan Arcidiacono in azione con i Villanova Wildcats

Dopo aver frequentato la Neshaminy High School di Langhorne decide di frequentare la Villanova University.
Al primo anno in NCAA si mette subito in mostra come una delle migliori point-guard della sua conference giocando 34 partite, tutte da titolare, con una media di 11.9 punti a partita. Al termine della stagione viene inserito nel Big East All-Freshman Team, la formazione delle cinque migliori matricole.
La seconda stagione risulta la più complessa per Arcidiacono dal punto di vista del rendimento: 34 partite giocate, di cui 33 da titolare, ma una media che scende a 9.9 punti realizzati a partita.
La stagione successiva rappresenta la vera e propria affermazione del giocatore di origini italiane come leader dei Villanova Wildcats: 10.1 punti di media a partita in 36 incontri disputati e viene insignito del premio di Big East Player of the Year (il premio assegnato al miglior giocatore assoluto della conference).
Al quarto ed ultimo anno nel campionato collegiale mantiene una media di 12.5 punti a partita in 40 incontri disputati e guida la propria università alla vittoria del titolo NCAA (vittoria che mancava dal 1985) e viene nominato NCAA Most Oustanding Player, premio che viene assegnato al miglior giocatore delle Final Four.
Il 12 febbraio 2020, quattro stagioni dopo aver lasciato il college, l'Università di Villanova decide di ritirare la divisa n°15 di Arcidiacono.

### Club

#### Austin Spurs
Il 14 luglio, dopo non essere stato scelto da nessuna franchigia al Draft NBA 2016, firma un contratto semi-garantito con i San Antonio Spurs nella National Basketball Association con i quali prende parte alla NBA Summer League. Nel mese di novembre firma con gli Austin Spurs in NBA Development League. Fa il suo esordio da professionista il 13 novembre, nella partita persa contro gli Oklahoma City Blue. Il 17 novembre, nella vittoria interna contro i Reno Bighorns, segna 12 punti, registrando così la sua prima partita in doppia cifra in un campionato professionistico. Pochi giorni più tardi, il 25 novembre, segna 11 punti contro i Grand Rapids Drive. Il 20 gennaio 2017 segna 18 punti contro i Northern Arizona Suns. Termina la stagione con 6.5 punti di media in 47 partite giocate, risultando quindi il terzo Spurs più utilizzato da coach Ken McDonald dopo Charles García e Patricio Garino (entrambi con 49 presenze).
Il 6 luglio 2017 firma un contratto biennale con la Juvecaserta, approdando in Serie A. Il 14 luglio 2017, la Juvecaserta non viene accettata in Serie A, in quanto bocciata dalla Com.Tec. (Commissione di controllo sui bilanci delle società), rendendo così nullo il contratto con la società campana.

#### Chicago Bulls
Il 1 agosto 2017, Arcidiacono firma un two-way contract con i Chicago Bulls, squadra con cui ha giocato la NBA Summer League di Las Vegas.
Il 19 ottobre debutta in NBA nella sconfitta dei Bulls per 100-117 contro i Toronto Raptors, mettendo a referto un assist in 5 minuti.
Contemporaneamente gioca negli Windy City Bulls, franchigia di NBA D-League affiliata ai Chicago Bulls.
Il 20 dicembre 2017 mette a referto il suo career-high di punti segnati in una partita: 25, nella sconfitta in casa dei Long Island Nets. Il 21 febbraio 2018 nella vittoria contro i Delaware 87ers realizza la sua prima tripla doppia in carriera con 15 punti, 11 rimbalzi e 11 assist. L'11 e il 16 marzo aggiorna il proprio career-high, segnando 29 (con 12 assist e 7 rimbalzi) e 31 punti (con 8 assist) rispettivamente contro i Lakeland Magic e i Westchester Knicks.
Il 20 gennaio 2018, alla sua seconda presenza in NBA, nella vittoria contro gli Atlanta Hawks di Marco Belinelli, fa segnare a referto 8 punti e 4 assist in 22 minuti di gioco.
Conclude la sua prima stagione in NBA con 24 partite all'attivo e una media di 2.0 punti, 1.5 assist e 1.0 rimbalzi a partita.
Il 29 luglio 2018 rifirma con i Bulls un annuale semi-garantito.
Il 24 ottobre 2018, nella vittoria interna contro gli Charlotte Hornets realizza la sua prima doppia cifra in NBA segnando 10 punti.
A causa dell'infortunio della point-guard titolare Kris Dunn, il 10 novembre compie la sua prima presenza da titolare e rimane nello starting-five per 23 partite consecutive, fino al 26 dicembre.
In questo lasso di stagione mette in mostra le proprie doti incrementando la sua media punti fino a 7.3 punti a partita e facendo registrare il proprio career-high di 22 punti in due partite consecutive: il 26 ed il 28 novembre (rispettivamente contro i San Antonio Spurs ed i Milwaukee Bucks).
Conclude la sua seconda stagione nella massima lega statunitense con 81 partite giocate (il più utilizzato dai coach Fred Hoiberg e Jim Boylen), 32 delle quali da titolare, e con medie di 6.7 punti, 3.3 assist e 2.7 rimbalzi a partita.
Il 2 agosto 2019 rinnova con la squadra dell'Illinois, con la quale firma un contratto triennale da 9 milioni di dollari (3 milioni a stagione, con il terzo anno come team-option).
La stagione 2019-2020 vede il minutaggio di Arcidiacono scendere, anche a causa dell'approdo a Chicago del play ceco Tomáš Satoranský.
Nonostante ciò, riesce ad andare in doppia cifra di punti in 8 occasioni (con un season-high di 13 punti in due occasioni: contro i New Orleans Pelicans il 6 febbraio e contro i Phoenix Suns il 22 dello stesso mese) e ad entrare in quintetto in 4 partite.
Conclude la terza stagione in NBA con all'attivo 58 partite giocate (sulle 65 totali disputate dai Bulls, a causa della riduzione del numero di incontri dovuto alla Pandemia di COVID-19) e con medie di 4.5 punti, 1.7 assist e 1.9 rimbalzi a partita.
Alla quarta stagione nella Città del vento il minutaggio di Arcidiacono cala ulteriormente, complici anche alcuni lievi infortuni che lo costringono a rimanere in panchina per periodi prolungati.
Nonostante tutto riesce in alcune occasioni a mettersi in luce: il 19 febbraio 2021 segna 10 punti nella sconfitta in casa dei Phoenix Suns di Chris Paul ed il 16 maggio contribuisce in modo sostanzioso (14 punti, 4 rimbalzi e 2 assist) alla vittoria dei suoi Bulls sui Milwaukee Bucks di Giannis Antetokounmpo.
Chiude la stagione con all'attivo 44 partite giocate ed una media di 3.1 punti in 10.2 minuti di utilizzo medio.

#### Maine Celtics
Nella post season gli Chicago Bulls non estendono il contratto di Arcidiacono che comprendeva un terzo anno con team option e dopo un periodo di free agency i Boston Celtics comunicano l'ingaggio del nativo di Filadelfia per il training camp estivo.
Al termine del camp Arcidiacono viene trasferito ai Maine Celtics, compagine affiliata a Boston e militante in NBA Development League, con la quale disputa in tutto 6 incontri con una media di 12.7 punti in 32.2 minuti di utilizzo, riuscendo a mettersi in mostra.

#### New York Knicks
Il 13 febbraio 2022 i New York Knicks firmano Arcidiacono fino al termine della stagione.
Fa il suo debutto stagionale in NBA il 2 marzo nella sconfitta contro la squadra della sua città natale, i Philadelphia 76ers, segna il primo canestro in maglia arancioblù il 6 marzo nella vittoria contro i Los Angeles Clippers ed il 16 marzo compie il suo esordio da giocatore dei Knicks al Madison Square Garden. Termina la quinta stagione nel massimo campionato statunitense con 10 partite all'attivo e una media di 1.6 punti in 7.6 minuti di utilizzo.
Per la stagione 2022-2023 firma un contratto di un anno a 1,8 milioni di dollari, nuovamente con la squadra della Grande Mela.

#### Portland Trail Blazers
Il 9 febbraio 2023 viene ceduto ai Portland Trail Blazers.

### Nazionale
Date le origini italiane ma non ancora in possesso della cittadinanza (cosa che perdura), nel 2014 il coach Luca Dalmonte lo convoca in azzurro, dandogli l'opportunità di vestire la divisa della Nazionale sperimentale.
Fra il 2014 ed il 2015 disputa 17 partite con la selezione italiana, per un totale di 100 punti segnati.

## Statistiche
| † | Denota una stagione in cui ha vinto il titolo |

### NCAA
| Anno       | Squadra            | PG  | PT  | MP   | TC%  | 3P%  | TL%  | RP  | AP  | PRP | SP  | PP   |
| ---------- | ------------------ | --- | --- | ---- | ---- | ---- | ---- | --- | --- | --- | --- | ---- |
| 2012-2013  | Villanova Wildcats | 34  | 34  | 34,0 | 34,3 | 32,7 | 82,4 | 2,1 | 3,5 | 1,1 | 0,0 | 11,9 |
| 2013-2014  | Villanova Wildcats | 34  | 33  | 31,1 | 39,5 | 34,5 | 70,3 | 2,4 | 3,5 | 1,1 | 0,0 | 9,9  |
| 2014-2015  | Villanova Wildcats | 36  | 36  | 30,4 | 39,4 | 37,2 | 81,3 | 1,7 | 3,6 | 1,1 | 0,1 | 10,1 |
| 2015-2016† | Villanova Wildcats | 40  | 39  | 32,1 | 44,5 | 39,4 | 83,6 | 2,9 | 4,2 | 1,4 | 0,0 | 12,5 |
| Carriera   | Carriera           | 144 | 142 | 31,9 | 39,7 | 35,8 | 80,0 | 2,3 | 3,7 | 1,2 | 0,0 | 11,1 |

#### Massimi in carriera
- Massimo di punti: 32 vs St. John's (2 gennaio 2013)[16]
- Massimo di rimbalzi: 7 (4 volte)
- Massimo di assist: 11 vs Marquette (25 gennaio 2014)
- Massimo di palle rubate: 4 vs Butler (31 dicembre 2013)
- Massimo di stoppate: 1 (4 volte)
- Massimo di minuti giocati: 43 vs Providence (18 febbraio 2014)

### NBA

#### Regular Season
| Anno      | Squadra             | PG  | PT | MP   | TC%  | 3P%  | TL%  | RP  | AP  | PRP | SP  | PP  |
| --------- | ------------------- | --- | -- | ---- | ---- | ---- | ---- | --- | --- | --- | --- | --- |
| 2017-2018 | Chicago Bulls       | 24  | 0  | 12,7 | 41,5 | 29,0 | 83,3 | 1,0 | 1,5 | 0,5 | 0,0 | 2,0 |
| 2018-2019 | Chicago Bulls       | 81  | 32 | 24,2 | 44,7 | 37,3 | 87,3 | 2,7 | 3,3 | 0,8 | 0,0 | 6,7 |
| 2019-2020 | Chicago Bulls       | 58  | 4  | 10,2 | 41,9 | 37,3 | 65,0 | 1,5 | 1,3 | 0,2 | 0,0 | 3,1 |
| 2020-2021 | Chicago Bulls       | 44  | 0  | 16,0 | 40,9 | 39,1 | 71,1 | 1,9 | 1,7 | 0,5 | 0,1 | 4,5 |
| 2021-2022 | N.Y. Knicks         | 10  | 0  | 7,6  | 50,0 | 44,4 | -    | 0,8 | 0,4 | 0,1 | 0,0 | 1,6 |
| 2022-2023 | N.Y. Knicks         | 11  | 0  | 2,4  | 20,0 | 33,3 | -    | 0,4 | 0,2 | 0,2 | 0,0 | 0,3 |
| 2022-2023 | Portland T. Blazers | 9   | 4  | 16,2 | 25,0 | 35,0 | -    | 1,2 | 2,3 | 0,3 | 0,0 | 2,6 |
| 2023-2024 | N.Y. Knicks         | 20  | 0  | 2,3  | 0,0  | 0,0  | -    | 0,4 | 0,2 | 0,1 | 0,0 | 0,0 |
| Carriera  | Carriera            | 257 | 40 | 15,3 | 42,1 | 36,9 | 80,7 | 1,8 | 1,9 | 0,5 | 0,0 | 4,0 |

#### Massimi in carriera
- Massimo di punti: 22 (2 volte)[17]
- Massimo di rimbalzi: 8 vs Boston Celtics (14 novembre 2018)
- Massimo di assist: 11 vs Memphis Grizzlies (13 febbraio 2019)
- Massimo di palle rubate: 5 vs Milwaukee Bucks (28 novembre 2018)
- Massimo di stoppate: 1 (7 volte)
- Massimo di minuti giocati: 40 vs Miami Heat (23 novembre 2018)

### G League
| Anno      | Squadra          | PG  | PT | MP   | TC%  | 3P%  | TL%  | RP  | AP  | PRP | SP  | PP   |
| --------- | ---------------- | --- | -- | ---- | ---- | ---- | ---- | --- | --- | --- | --- | ---- |
| 2016-2017 | Austin Spurs     | 47  | 34 | 27,5 | 47,2 | 42,1 | 81,4 | 3,7 | 3,7 | 0,9 | 0,1 | 6,5  |
| 2017-2018 | Windy City Bulls | 37  | 37 | 39,5 | 45,7 | 45,1 | 83,3 | 5,0 | 8,6 | 1,8 | 0,2 | 13,8 |
| 2021-2022 | Maine Celtics    | 8   | 6  | 28,5 | 47,6 | 36,7 | 72,2 | 4,9 | 7,1 | 1,0 | 0,0 | 11,0 |
| 2023-2024 | Windy City Bulls | 11  | 10 | 30,4 | 41,8 | 29,7 | 82,4 | 3,2 | 5,5 | 1,5 | 0,3 | 11,5 |
| Carriera  | Carriera         | 103 | 87 | 32,2 | 45,8 | 40,8 | 81,8 | 4,2 | 5,9 | 1,3 | 0,2 | 10,0 |

## Palmarès

### NCAA
- Campionato NCAA: 1

Villanova University: 2016
- NCAA Most Outstanding Player:

2016
- Big East Conference Player of the Year:

2015
- Divisa n°15 ritirata dalla Villanova University

## Stipendio
Fonte basketball-reference.com
| Stagione | Squadra             | Stipendio   |
| -------- | ------------------- | ----------- |
| 2016-17  | San Antonio Spurs   | 75,000 $    |
| 2017-18  | Chicago Bulls       | < $ Minimum |
| 2018-19  | Chicago Bulls       | 1,349,383 $ |
| 2019-20  | Chicago Bulls       | 3,000,000 $ |
| 2020-21  | Chicago Bulls       | 3,000,000 $ |
| 2021-22  | N.Y. Knicks         | 791,798 $   |
| 2022-23  | Portland T. Blazers | 1,836,090 $ |